# Heliothodes sabulosa
Heliothodes sabulosa là một loài bướm đêm trong họ Noctuidae.